# Circus Custers
Circus Custers was een Nederlands muziekduo bestaande uit Joseph Custers en Herman Erbé. Tussen 1980 en 1996 maakten zij Nederlandstalige popmuziek. De grootste bekendheid bereikte het duo met het nummer Monica, een ingetogen lied over een meisje waarvan de ouders gingen scheiden. Andere hits waren Louise en Verliefd.
In 1988 zongen zij op het album Iedereen is anders van Het Goede Doel het nummer Sara, dat gaat over een verstandelijk beperkt meisje en de problematiek die er is, wat er met haar gebeurt wanneer haar ouders er niet meer zijn.
Zij zongen ook de leader van de comedyserie Niemand de deur uit!.

## Discografie

### Albums
| Album met eventuele hitnotering(en) in de Nederlandse Album Top 100 | Datum van verschijnen | Datum van binnenkomst | Hoogste positie | Aantal weken | Opmerkingen |
| ------------------------------------------------------------------- | --------------------- | --------------------- | --------------- | ------------ | ----------- |
| Romantisch verbitterd                                               | 22-10-1983            | -                     |                 |              |             |
| 5 jaar Custers                                                      | 13-6-1987             | -                     |                 |              |             |
| Als ik 16 ben                                                       | 1987                  | -                     |                 |              |             |
| Kop in de wind                                                      | 1989                  | -                     |                 |              |             |
| Hun mooiste kinderliedjes van TV                                    | 1991                  | -                     |                 |              | Edison 1992 |
| Af en toe een bui                                                   | 1993                  | -                     |                 |              |             |
| Kunst en vliegwerk                                                  | 1994                  | -                     |                 |              |             |

### Singles
| Single met eventuele hitnotering(en) in de Nederlandse Top 40 | Datum van verschijnen | Datum van binnenkomst | Hoogste positie | Aantal weken | Opmerkingen                              |
| ------------------------------------------------------------- | --------------------- | --------------------- | --------------- | ------------ | ---------------------------------------- |
| Verliefd                                                      | 1983                  | 27-08-1983            | tip3            | -            | Nr. 32 in de Nationale Hitparade         |
| Louise                                                        | 1984                  | 22-12-1984            | tip5            | -            | Nr. 43 in de Nationale Hitparade         |
| Monica                                                        | 11-04-1987            | 09-05-1987            | 18              | 6            | Nr. 17 in de Nationale Hitparade Top 100 |
| Ik hou van alles                                              | 1990                  | 03-03-1990            | tip21           | -            | Nr. 75 in de Nationale Top 100           |

### NPO Radio 2 Top 2000
| Nummer met noteringen in de NPO Radio 2 Top 2000 | '99  | '00 | '01  | '02  | '03  | '04  | '05  | '06  | '07  | '08  | '09  |
| ------------------------------------------------ | ---- | --- | ---- | ---- | ---- | ---- | ---- | ---- | ---- | ---- | ---- |
| Monica                                           | 1141 | -   | 1398 | 1509 | 1500 | 1573 | 1648 | 1818 | 1740 | 1663 | 1887 |

1. ↑  Een '-' betekent dat het nummer niet was genoteerd en een vetgedrukt getal geeft de hoogste notering aan.
2. ↑  Deze tabel is bijgewerkt tot en met de laatste editie (2024).